# Aurea tembaga
Aurea tembaga är en fjärilsart som beskrevs av Dudley Moulton 1911. Aurea tembaga ingår i släktet Aurea och familjen juvelvingar. Inga underarter finns listade i Catalogue of Life.